# 菲沙河畔恩策斯多夫
菲沙河畔恩策斯多夫是奥地利下奥地利州莱塔河畔布鲁克县的一个市镇。总面积31.42平方公里，总人口2663人，人口密度84.8人/平方公里（2009年）。